# Karl August Tavaststjerna
Karl August Tavaststjerna (ur. 13 maja 1860 w Mikkeli, zm. 30 marca 1898 w Pori) – pisarz i poeta fiński, tworzący w języku szwedzkim.
Był głównym przedstawicielem realizmu w literaturze fińsko-szwedzkiej. Do najbardziej znanych utworów pisarza należą krytyczne społecznie powieści Barndomsvänner (1886) i Hårda tider (1891), a także poświęcone problemowi tożsamości narodowej zbiory poetyckie Dikter (1896) i Laureatus (1897) oraz powieść En patriot utan fosterland (1896).